# ثابت مارشيتي

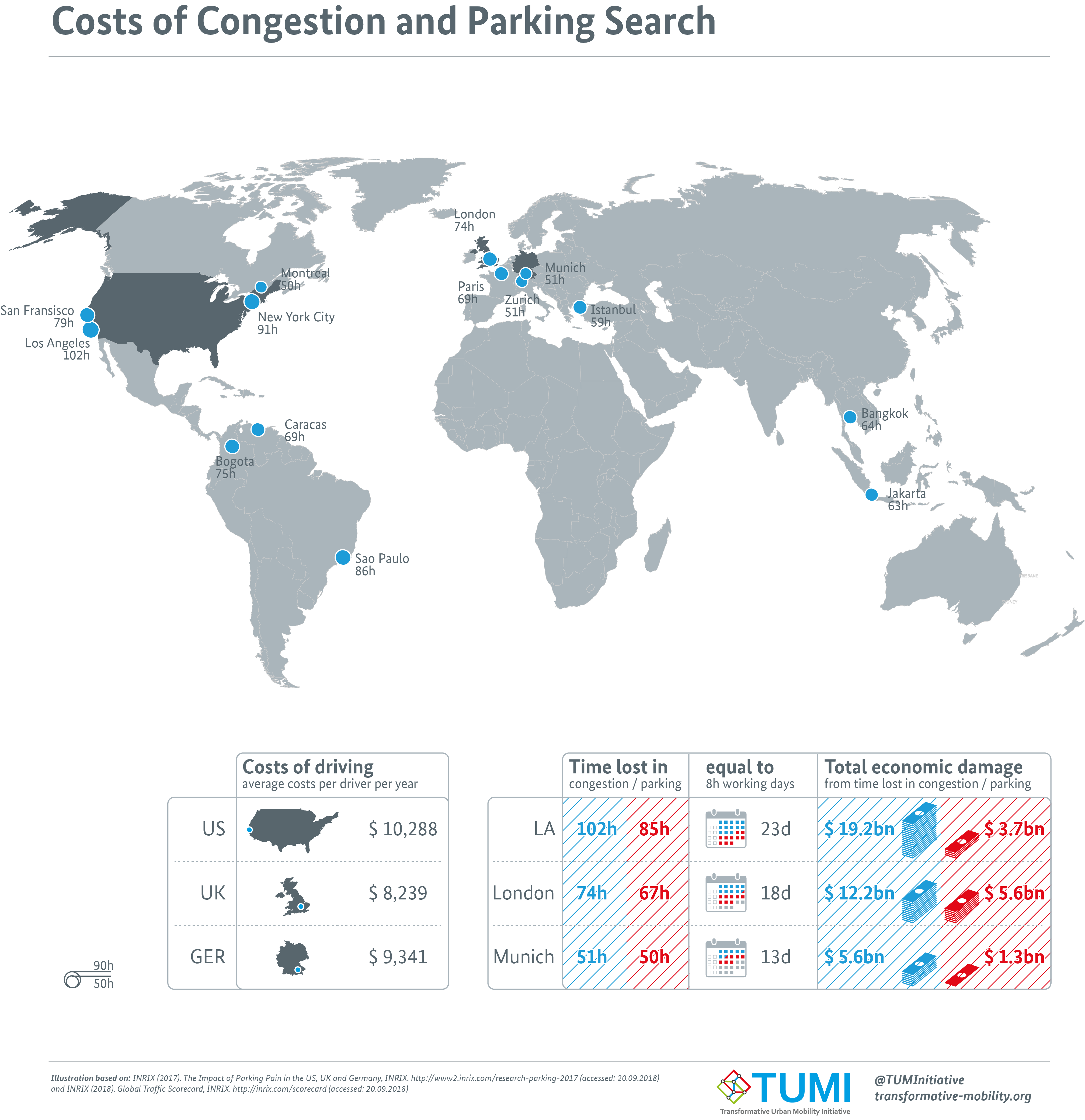

ثابت مارشيتي هو متوسط الوقت الذي يقضيه الشخص في التنقل كل يوم. تقدر حوالي ساعة واحدة، أو نصف ساعة لرحلة ذهاب فقط. تمت تسميته على اسم الفيزيائي الإيطالي سيزار مارشيتي، على الرغم من أن مارشيتي نفسه أرجع اكتشاف «ساعة واحدة» إلى محلل النقل والمهندس ياكوف زهافي.
يفترض مارشيتي أنه على الرغم من أن أشكال التخطيط الحضري والنقل قد تتغير، وعلى الرغم من أن البعض يعيش في القرى والبعض الآخر في المدن، فإن الناس يضبطون حياتهم تدريجيًا وفقًا لظروفهم (بما في ذلك موقع منازلهم بالنسبة إلى مكان عملهم) بحيث يبقى متوسط وقت السفر تقريبا ثابت. منذ العصر الحجري الحديث، حافظ الناس على متوسط الوقت الذي يقضونه يوميًا في السفر كما هو، على الرغم من أن المسافة قد تزداد بسبب التقدم في وسائل النقل. في كتابه «التقنيات والحضارة» عام 1934، ينسب لويس مومفورد هذه الملاحظة إلى برتراند راسل:
لاحظ السيد برتراند راسل أن كل تحسن في الحركة أدى إلى زيادة المنطقة التي يضطر الناس إلى التحرك فوقها: بحيث لا يزال يتعين على الشخص الذي كان سيضطر إلى قضاء نصف ساعة للمشي للعمل منذ قرن من الزمان أن يقضي نصف ساعة الوصول إلى وجهته، لأن الاختراع الذي كان سيمكنه من توفير الوقت لو بقي في وضعه الأصلي الآن - من خلال قيادته إلى منطقة سكنية بعيدة - يلغي فعليًا المكسب.
المفهوم ذو الصلة هو مفهوم زهافي، الذي لاحظ أيضًا أن الناس يبدو أن لديهم «ميزانية ثابتة لوقت السفر»، أي «مقدار يومي ثابت من الوقت يتيحه الأشخاص للسفر». :8 يستشهد ديفيد ميتز، كبير العلماء السابق بوزارة النقل بالمملكة المتحدة، ببيانات متوسط وقت السفر في بريطانيا مأخوذة من مسح السفر الوطني البريطاني لدعم استنتاجات مارشيتي وزهافي. يلقي العمل بظلال من الشك على الادعاء بأن الاستثمار في البنية التحتية يوفر وقت السفر. بدلاً من ذلك، يبدو من أرقام ميتز أن الناس يستثمرون وقت السفر  مثال معين لمفارقة جيفونز التي وصفها موقف لويس موغريدج. نظرًا لثبات أوقات السفر بالإضافة إلى السفر المستحدث، جادل روبرت سيرفيرو بأن البنك الدولي ووكالات المعونة الدولية الأخرى يقيّمون مقترحات الاستثمار في مجال النقل في تطوير المدن وتزويدها بالسيارات بسرعة أقل على أساس المدخرات المحتملة في وقت السفر وأكثر من ذلك على مزايا إمكانية الوصول التي تمنحها.